# Traité de Turin (1816)
 (janvier 2018).
Si vous disposez d'ouvrages ou d'articles de référence ou si vous connaissez des sites web de qualité traitant du thème abordé ici, merci de compléter l'article en donnant les références utiles à sa vérifiabilité et en les liant à la section « Notes et références ».
Pour les articles homonymes, voir Traité de Turin.

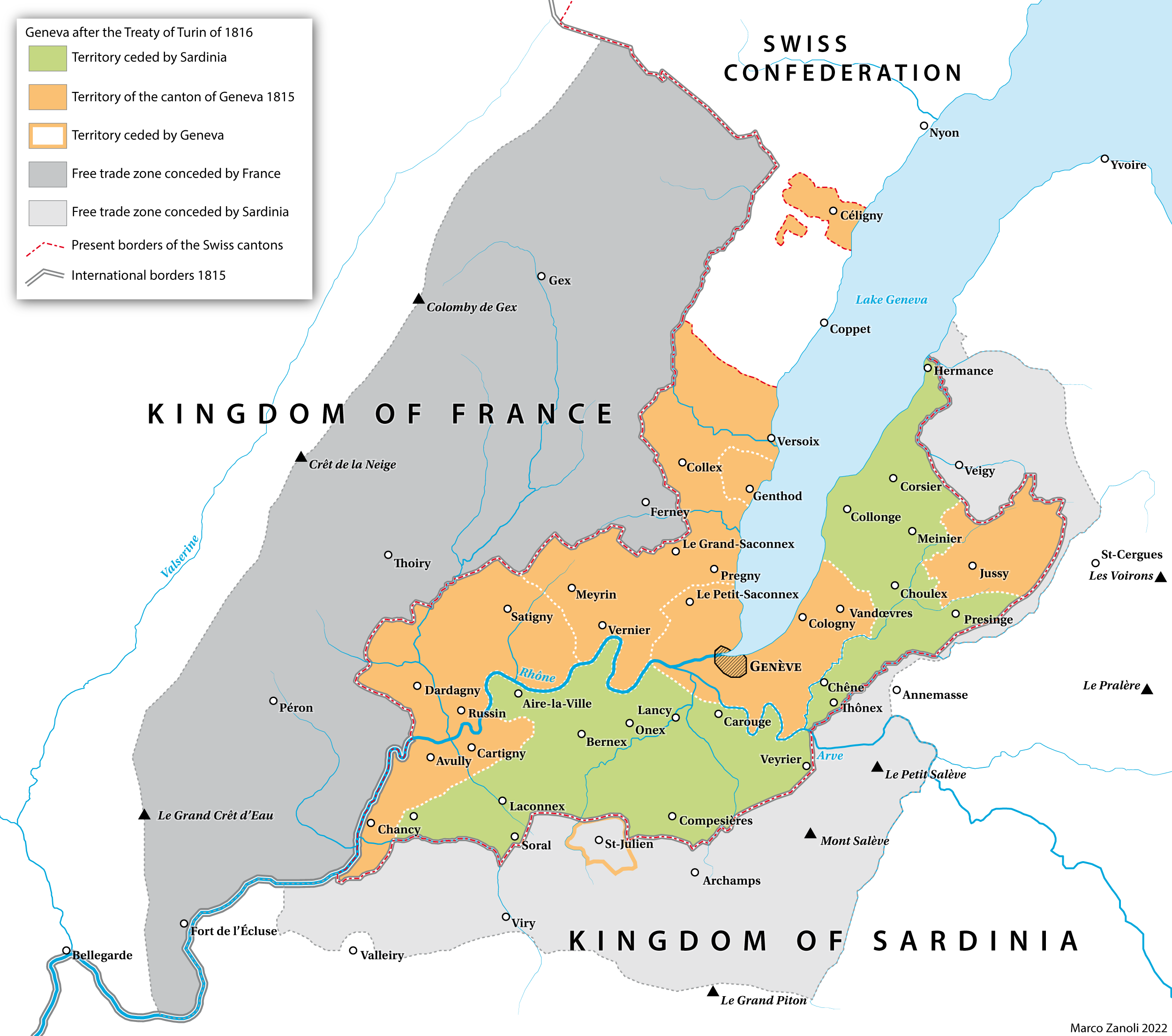
Carte de Genève après le traité du Turin 1816

Le traité de Turin du 16 mars 1816 est l'acte par lequel le roi de Sardaigne, Victor-Emmanuel Ier de Savoie, et Charles Pictet de Rochemont, représentant la Confédération suisse et le canton de Genève, effectuent un partage territorial permettant le désenclavement du canton et la neutralisation du territoire de la Savoie du Nord en cas de conflit.

## Le traité

### Historique
Après la chute de Napoléon, les puissances européennes discutent à Vienne d'une réorganisation territoriale, et signent le Traité de Vienne. Ancienne république indépendante, Genève envoie à Vienne trois ambassadeurs de talent, dont Charles Pictet de Rochemont. La situation genevoise est délicate. En 1798, Genève a été annexée par les Français, mais un retour à une république indépendante, aspiration des Genevois, est un vœu que nulle puissance n'est prête à leur octroyer. De plus, le territoire de l'ancienne République de Genève est morcelé en 5 parties. La communauté urbaine de Genève possédait les villages de Satigny, Jussy, Genthod et Céligny, formant des exclaves en territoire français, sarde et  suisse. Dès lors, les Genevois se tournent vers la Confédération suisse, avec laquelle ils ne disposent que d'une petite frontière commune, autour de l'exclave genevoise de Céligny. La Confédération suisse était alors la solution de rattachement qui permettait à Genève de conserver le maximum d'indépendance.
La Confédération accepte un nouveau canton de Genève à la condition toutefois qu'il présente un territoire unifié et rattaché à la Suisse. Il faut dès lors obtenir de la France et de la Savoie des concessions territoriales. Certains, comme Pictet de Rochemont, prônent des frontières très ambitieuses, incluant l'entier du Chablais et du Faucigny, mais la barrière confessionnelle s'avère un frein à ces ambitions. Les négociations se concentrent sur un territoire minimaliste ne faisant que rattacher les enclaves à la ville de Genève. Ainsi naissent les traités de Paris (villages de la rive droite du Rhône) et de Turin (villages de la rive gauche).

### Préambule du Traité
Au nom de la Très-Sainte et indivisible Trinité
Sa Majesté le Roi de Sardaigne, en considération du vif intérêt que les Puissances Signataires du Traité de Paris du 30 mai 1814 avaient témoigné pour que le Canton de Genève obtînt quelques facilités, soit dans le but de désenclaver une partie de ses possessions, soit quant à ses communications avec la Suisse, ayant consenti par le Protocole du Congrès de Vienne du 29 mars 1815, à mettre à la disposition de ces mêmes Puissances une partie de la Savoie y désignée, pour être réunie à Genève ; et afin de donner à ce Canton une marque particulière de sa bienveillance, ayant également consenti aux stipulations contenues dans les articles 5 et 6 du dit Protocole ; les quatre Grandes Puissances Alliées ayant ensuite arrêté dans le Protocole signé par leurs Ministres Plénipotentiaires, à Paris le 3 novembre, que la partie de la Savoie occupée par la France serait restituée à S. M., sauf la commune de Saint-Julien, qui serait cédée à Genève, et s'étant en outre engagées à interposer leurs bons offices pour disposer S. M. à céder au Canton de Genève Chêne-Thonex, et quelques autres communes nécessaires pour désenclaver le Territoire Suisse de Jussy, contre la rétrocession des Communes du littoral situées entre la route d'Évian et le lac ; comme aussi pour que la ligne des douanes fut éloignée au moins d'une lieue de la frontière suisse, et au-delà des montagnes indiquées au dit Protocole ;
Enfin, ces mêmes protocoles ayant arrêté les mesures générales qui étendent à une partie de la Savoie les avantages de la neutralité perpétuelle de la Suisse ; 
S. M. le Roi de Sardaigne d'une part, voulant donner à ses Augustes Alliés de nouvelles preuves de ses sentiments envers eux, à la Confédération suisse en général, et au Canton de Genève en particulier, des témoignages de ses dispositions amicales ; 
Et d'autre part, S. E. le Bourguemestre Président et le Conseil d'Etat du Canton de Zurich, Directoire Fédéral, au nom de la Confédération suisse, empressés de resserrer avec sa dite Majesté les liens et les rapports qui sont dans les intérêts des deux Etats, et de consolider les relations de bon voisinage qui les unissent, ont résolu de nommer des Plénipotentiaires pour régler, soit les objets relatifs à la délimitation du territoire cédé par le Protocole du 29 mars (sur lesquels objets des conférences avaient déjà eu lieu à Chêne), soit les arrangements relatifs aux nouvelles cessions, et à l'éloignement des douanes; comme aussi ce qui concerne la neutralité de certaines parties de la Savoie, les dispositions de transit et de commerce, et enfin tout ce qui peut intéresser réciproquement les deux Etats, et pourvoir à leurs convenances mutuelles. 
À ces fins, ils ont nommé, savoir : 
S. M. le Roi de Sardaigne, Messieurs le Chevalier Louis de Montiglio, Avocat Fiscal général de S. M. au Sénat de Savoie, et le Chevalier Louis Provana de Collegno, Conseiller de S. M. et Commissaire général des confins de ses États. 
Et la Confédération Suisse et le Canton de Genève, Monsieur le Conseiller d'État Charles Pictet de Rochemont ; 
lesquels après avoir échangés leurs pleins pouvoirs, annexés au présent Traité, et les avoir trouvés en bonne et due forme, prenant pour base de leur travail le principe de la convenance réciproque et des avantages respectifs d'administration des deux gouvernements ; désirant que S. M. ait un chef lieu commodément situé pour les communes restantes de la province de Carouge, et qu'Elle conserve, sur son propre territoire, des communications faciles entre la Basse Savoie et le Chablais, sont convenus de ce qui suit :

### Le transfert de communes
Les communes savoyardes rattachées au canton de Genève sont : Collonge-Bellerive ; Corsier (y compris Anières) ; Hermance ; Veyrier ; Compesières (y compris Bardonnex et Plan-les-Ouates) qui s'agrandit de Troinex et Evordes ainsi que des hameaux de Perly-Certoux (détachés de Saint-Julien) ; Avusy-Laconnex ; Bernex (y compris Onex et Confignon) ; Aire-la-Ville ; Lancy ; Carouge ; Soral (détaché de Thairy) ; Choulex ; Meinier ; Chêne-Thônex (sauf les villages de Moillesulaz, Verna et Gaillard) ; Bel-Air détaché d'Ambilly fut rattaché à Vandœuvres. Presinge ; Puplinge et Carra détachés de Ville-la-Grand formèrent la commune de Presinge. Soit 108,8 km² et 12 700 habitants. Tandis que la ville d'Annemasse est rattachée à la province du Faucigny.
Article I
Le territoire cédé par S. M. le roi de Sardaigne, pour être réuni au Canton de Genève, soit en vertu des Actes du Congrès de Vienne du 29 mars 1815, soit en vertu des dispositions du Protocole des Puissances Alliées du 3 novembre suivant, et du Traité de ce jour, est limité, par le Rhône, à partir de l'ancienne frontière près de Saint-Georges, jusqu'aux confins de l'ancien territoire genevois, à l'ouest d'Aire-la-ville; de là, par une ligne suivant ce même ancien territoire, jusqu'à la rivière de la Laire; remontant cette rivière jusqu'au chemin qui, de la Perrière tend à Soral; suivant ce chemin jusqu'au dit Soral, lequel restera, ainsi que le chemin, en entier sur Genève; puis par une ligne droite, tirée sur l'Angle Saillant de la commune de Bernex, à l'ouest de Norcier. De cet Angle, la limite se dirigera par la ligne la plus courte à l'angle méridional de la commune de Bernex sur l'Aire, laissant Norcier et Turens sur Savoie. De ce point, elle prendra la ligne la plus courte pour atteindre la commune de Compesières; suivra le confin de cette commune, à l'est de Saint-Julien, jusqu'au ruisseau de l'Arande qui coule entre Ternier et Bardonnex; remontera ce ruisseau jusqu'à la grande route d'Annecy à Carouge; suivra cette route jusqu'à l'embranchement du chemin qui mène directement à Collonge, à cent cinquante-cinq toises de Savoie avant d'arriver à la croix de Roson; atteindra, par ce chemin, le ruisseau qui descend du village d'Archamp; suivra ce ruisseau jusqu'à son confluent avec celui qui descend du hameau de la Combe, au-dela d'Evordes, en laissant néanmoins toutes les maisons dudit Evordes sur Genève; puis du ruisseau de la Combe, prendra la route qui se dirige sous Bossey, sous Crevin, et au-dessus de Veirier. De l'intersection de cette route, à l'est et près de Veyrier, avec celle qui, de Carouge tend à Etrembières, la limite sera marquée par la ligne la plus courte pour arriver à l'Arve, à 2 toises au-dessus de la prise d'eau du bief du moulin de Sierne. De là, elle suivra le thalweg de cette rivière jusques vis-à-vis de l'embouchure du Foron; remontera le Foron jusqu'au-delà de Cornières, au point qui sera indiqué par la ligne la plus courte tirée de la jonction de la route de Carra avec le chemin qui du nord de Puplinge tend au nord de Ville-la-grand; suivra ladite ligne, et ce dernier chemin vers l'est, en le donnant à Genève; puis la route qui remonte parallèlement au Foron, jusqu'à l'endroit où elle se trouve en contact avec le territoire de Jussy. De ce point, la ligne reprendra l'ancienne limite, jusqu'à sa rencontre avec le chemin tendant de Gy à Foncenex, et suivra ledit chemin vers le nord, jusqu'à la sortie du village de Gy, laissant ledit chemin sur Genève. La limite se dirigera ensuite en ligne droite sur le village de Veigy, de manière à laisser toutes les maisons du village sur Savoie; puis en ligne droite au point où l'Hermance coupe la grande route du Simplon. Elle suivra enfin l'Hermance jusqu'au lac, lequel bornera le nouveau territoire au nord-ouest : la propriété du lac, jusqu'au milieu de sa largeur, à partir d'Hermance jusqu'à Vésenaz, est acquise au Canton de Genève, et qu'il en sera de même des portions du cours du Rhône qui, ayant fait jusqu'ici frontière entre les deux États, appartenaient à S. M.; que tous les chemins indiqués comme formant la ligne frontière dans la délimitation ci-dessus, appartiendront à S. M., sauf les exceptions indiquées; et que tous les enclos fermés de murs ou de haies, attenants aux maisons des villages ou hameaux qui se trouveraient placés près de la nouvelle frontière, appartiendront à l'état dans lequel est situé le village ou hameau : la ligne marquant les confins des états ne pourra être rapprochée à plus de deux toises des maisons ou des enclos y attenant, et fermés de murs ou de haies. Quant aux rivières et ruisseaux qui, d'après les changements de limites résultants du Traité de ce jour, déterminent la nouvelle frontière, le milieu de leur cours servira de limite, en exceptant le Foron, lequel appartiendra en entier à S. M. et dont le passage ne sera assujetti à aucun droit.

### La zone franche
Par ailleurs, le traité stipule, dans son article 3,  sur le plan économique, la constitution d'une zone franche de douanes, dite zone sarde, de 151 km².
Article III. Pour entrer dans le sens du Protocole du 3 novembre, relativement aux douanes, en conciliant néanmoins, autant qu'il est possible, ses dispositions avec les intérêts de S. M. la ligne des douanes, dans le voisinage de Genève et du lac, passera, à partir du Rhône, par Cologny, Valeiry, Cheney, le Luiset, le Chable, le Sapey, le Vieson, Etrembières, Annemasse, Ville-la-Grand, le long du cours du Foron jusqu'à Machilly, puis Douvaine, et Colongette, jusqu'au lac, et le long du lac jusqu'à Meillerie, pour reprendre ensuite et continuer la frontière actuelle par le poste le plus voisin de St-Gingolph; dans la ligne déterminée, il sera libre à S. M. de faire les changements et les dispositions qui lui conviendront le mieux, pour le nombre et le placement de ses bureaux. Aucun service ne pourra être fait, ni sur le lac, ni dans la zone qui sépare du territoire de Genève la ligne ci-dessus indiquée : il sera néanmoins loisible, en tout temps, aux autorités administratives de S. M., de prendre les mesures qu'elles jugeront convenables contre les dépôts, et le stationnement des marchandises dans ladite zone, afin d'empêcher toute contrebande qui pourrait en résulter. Le gouvernement de Genève, de son côté, voulant seconder les vues de S. M. à cet égard, prendra les précautions nécessaires pour que la contrebande ne puisse être favorisée par les habitants du Canton.

### La neutralité
L'article VII renforce le statut international de neutralité de la Confédération :
Le Traité de Paris du 20 novembre 1815, ayant étendu de la même manière cette neutralité de la Suisse à une autre partie du territoire de S. M., et enfin l'acte du même jour portant reconnaissance et garantie de la neutralité perpétuelle de la Suisse et l'inviolabilité de son territoire
Cette neutralité étant étendue à une partie de la Savoie du nord (provinces du Genevois, Chablais savoyard et Faucigny).
Les Puissances reconnaissent et garantissent également la neutralité des parties de la Savoie désignées par l’Acte du Congrès de Vienne du 29 mars 1815 et par le Traité de ce jour, comme devant jouir de la neutralité de la Suisse de la même manière que si elles appartenaient à celle-ci.